# Bönnigheim
Bönnigheim är en stad i Landkreis Ludwigsburg i regionen Stuttgart i Regierungsbezirk Stuttgart i förbundslandet Baden-Württemberg i Tyskland.  Bönningheim har cirka 8 000 invånare.